# Dejan (despot)
Dejan (srpski Дејан) bio je plemić koji je služio srpskom caru Stefanu Dušanu kao sevastokrator (севастократор) te caru Stefanu Urošu V. kao despot. Dejan je posjedovao veliku provinciju u Kumanovu te se oženio kraljevnom Teodorom, koja je bila polusestra cara Dušana.
Despot Dejan rodonačelnik je plemiće obitelji Dejanović (Dragaš). Dejanova djeca:
- Jovan Dragaš
- Konstantin Dragaš
- Teodora

Prema Konstantinu Jirečeku, despot Dejan ista je osoba kao Dejan Manjak.